# Curtia tenuifolia
Curtia tenuifolia là một loài thực vật có hoa trong họ Long đởm. Loài này được (Aubl.) Knobl. mô tả khoa học đầu tiên năm 1894.